# 欧姆萨斯
欧姆萨斯（法語：Aumessas，法語發音：[omsas]）是法国加尔省的一个市镇，属于勒维冈区。该市镇总面积21.45平方公里，2009年时的人口为220人。

## 人口
欧姆萨斯人口变化图示